# Pseudocordylus melanotus
Pseudocordylus melanotus är en ödleart. Pseudocordylus melanotus ingår i släktet Pseudocordylus och familjen gördelsvansar.
Arten förekommer i östra Sydafrika, Lesotho och västra Swaziland. Den lever på högplatå eller i bergstrakter mellan 1100 och 3200 meter över havet. Pseudocordylus melanotus vistas i måttlig fuktiga gräsmarker och savanner samt delvis i torra gräsmarker. Några populationer håller sig nära klippor. De gömmer sig i bergssprickor och under stenar.

## Underarter
Arten delas in i följande underarter:
- P. m. melanotus
- P. m. subviridis
- P. m. transvaalensis